# Virginie Thévenet
Pour les articles homonymes, voir Thévenet.
Virginie Thévenet est une actrice et réalisatrice française, née le 12 janvier 1954 dans le 16e arrondissement de Paris.

## Biographie
Virginie Thevenet est une réalisatrice, comédienne et plasticienne française. Elle est connue pour son travail cinématographique ainsi que pour ses activités artistiques.
En tant qu'actrice, Virginie Thevenet tourne sous la direction de réalisateurs tels que Moshé Mizrahi dans Les Stances à Sophie, Pascal Thomas dans Les Zozos, François Truffaut dans L'Argent de poche, Jean Eustache dans Une sale histoire, James Ivory dans Quartet, Éric Rohmer dans Les Nuits de la pleine lune, Claude Chabrol dans Le Cri du hibou et Olivier Assayas dans L'Enfant de l'hiver.
En tant que réalisatrice, elle signe plusieurs films : La Nuit porte jarretelles (nomination aux Césars, Panorama à Cannes, Festival de New York, New Director New Film MoMA, Vladivostok, Prix de l’UNESCO), Jeux d’artifices (Festival de Berlin, Tokyo, Barcelone, Prix d’interprétation Myriam David Festival de Turin), Sam Suffit (Festival de Hong Kong, São Paulo, Festival franco-américain d’Avignon), ainsi qu’un court-métrage contre le sida Bavardage en SIDA mineur, pour la collection 3000 scénarios contre un virus, dans lequel elle dirige Chiara Mastroianni et Melvil Poupaud, et le documentaire To bib or not to bib...? - 100 ans d’histoires de Bibendum (Grand Prix Festival de Biarritz).
Virginie Thevenet est également peintre et illustratrice. Elle travaille pour le Centre Georges Pompidou, ainsi que pour des magazines tels que CRÉÉ, Marie-Claire, Elle, Vogue et Jardin des Modes. Elle réalise des romans-photos-interviews pour Les Cahiers du cinéma, Rock & Folk et Égoïste, se formant ainsi au cinéma. Elle crée des affiches notamment celle du film Perceval le Gallois d’Éric Rohmer, et des enluminures élaborées à partir des images du film qui seront adaptées en livre chez Emma Editionne. Ses illustrations figurent également dans L’Amour en fuite de François Truffaut.
Elle expose pour la première fois à la Galerie Axis ses oeuvres chromatiques et pour l’inauguration du Centre Pompidou - C.C.I. dont elle réalise l’affiche et les illustrations, puis ses enluminures à l’ Olympic Entrepôt de Frédéric Mitterrand, les photos retouchées de son deuxième film Jeux d’artifices à la Galerie Vivienne, Gerard Rambert expose ses tableaux calligraphiés à la Galerie Rambert, chez Michel Klein une série de poissons et une très grande sculpture en métal . Elle conçoit et réalise une installation à Saint-Cloud : une pagode en bois de onze mètres de haut. En 2012 la galerie Couvrat Desvergnes réunira le tout en une première rétrospective, ainsi que des lémuriens, crabes, sumos tatoués et projections de petits films réalisés pour l’occasion. En 2013 suivra une exposition de photos, Secret Shadows, à la galerie Basia Embiricos.
Dès son plus jeune âge, elle imagine des histoires, écrit et dessine. Adolescente elle est présentée à Moshé Mizrahi, qui, pour Les Stances à Sophie d’après Christiane Rochefort, cherchait une petite blonde aux yeux bleus. Il l'engage, elle, brune aux yeux bruns. Ces premiers films ouvrent à Virginie Thévenet les portes du cinéma. Être comédienne est séduisant, mais elle ne trouve pas là le rôle de sa vie, découvrir le cinéma, les films et l'envie de réaliser l’intéresse plus.
C'est tout naturellement qu'elle s'oriente vers les auteurs et les réalisateurs, pas pour faire carrière, mais pour tracer un chemin de vie, guidée par une grande curiosité du monde et des autres.
Elle peint depuis l'enfance, mais c'est avec le chinois qu'elle étudie aux Langues Orientales, où elle a pour professeur de poésie le futur académicien François Cheng, qu’elle perçoit un langage conceptuel, une mentalité en même temps qu'une écriture. Elle rencontre ensuite l'artiste Yang Jiechang lors de l'exposition "Les magiciens de la terre" au Centre Pompidou. Il l'encourage à exposer ses calligraphies. Poissons, phacochères et lémuriens jaillissent de son pinceau sensible et maîtrisé, d'une technique gestuelle inspirée de la tradition zen où la liberté du trait donne vie à la fois à des graphies symboliques et anthropomorphes.
Elle rencontre Gérard Rambert, qui expose avec succès ses phacochères. Le texte du livret qui accompagne l'exposition est signé par l’écrivain Serge Bramly.
Venue présenter ses films sélectionnés au Festival de Tokyo, elle découvre l'univers des Sumos, déjà férue de la culture japonaise, elle sera la première femme admise dans cet univers d'hommes pour une séance d'entraînement, ce qui donnera également lieu à une nouvelle exposition à la Galerie Rambert.⁷
Virginie Thévenet fait aussi une incursion dans le domaine musical. Pour promouvoir son premier film en tant que réalisatrice, Étienne Chatiliez réalise un clip promotionnel sur la chanson du film éponyme, qu'elle interprète elle-même et qu'elle a écrite et co-composée avec André Demay. Pour Étienne Daho, à qui elle confie son premier rôle dans son film Jeux d'artifices, elle fait partie des chansons qui sont pour lui des classiques de la pop française. D'ailleurs, quand on lui demande de faire l'exposition Daho l'aime Pop à la Philharmonie de Paris, il choisit de mettre en avant ce 45 tours car, pour lui : « Il a toute la légèreté de l'époque, les arrangements tellement spécifiques, le son qui attrape un moment éternel. »
En 2019, les trois films qu'elle a réalisés sont réunis dans un coffret DVD, Intégrale Virginie Thévenet, aux éditions Potemkine.

## Filmographie

### Actrice
- 1971 : Les Stances à Sophie de Moshé Mizrahi : Stéphanie
- 1972 : Les Zozos de Pascal Thomas : Martine
- 1975 : L'Argent de poche de François Truffaut : Lydie Richet
- 1976 : La Surprise du chef de Pascal Thomas : Sabine
- 1976 : Vincent mit l'âne dans un pré (et s'en vint dans l'autre) de Pierre Zucca : Bénédicte
- 1977 : Une sale histoire de Jean Eustache
- 1977 : La Nuit, tous les chats sont gris de Gérard Zingg : Jeannette
- 1978 : La Tortue sur le dos, de Luc Béraud : Nathalie
- 1981 : Quartet de James Ivory : Mademoiselle Chardin
- 1981 : L'Année prochaine... si tout va bien de Jean-Loup Hubert : La maîtresse de Maxime
- 1982 : Le Beau Mariage d'Éric Rohmer : La mariée
- 1983 : Debout les crabes, la mer monte ! de Jean-Jacques Grand-Jouan : Agnès
- 1984 : Il ne faut jurer de rien (court métrage) de Christian Vincent
- 1984 : Les Nuits de la pleine lune d'Éric Rohmer : Camille
- 1985 : Rosette vend des roses (court métrage) de Rosette
- 1986 : Jeux d'artifices d'elle-même : Chérubin
- 1986 : Cinématon no 778 de Gérard Courant : elle-même
- 1987 : Rosette cherche une chambre (court métrage) de Rosette
- 1987 : Le Cri du hibou, de Claude Chabrol : Véronique
- 1988 : Ada dans la jungle de Gérard Zingg : Maria
- 1989 : L'Enfant de l'hiver d'Olivier Assayas : Maryse
- 2009 : Lucifer et moi de Jean-Jacques Grand-Jouan

### Réalisatrice
- 1984 : La Nuit porte-jarretelles
- 1986 : Jeux d'artifices
- 1992 : Sam suffit
- 1994 : Bavardage en SIDA mineur dans 3000 scénarios contre un virus avec Chiara Mastroianni, Melvil Poupaud, Babette Rozes
- 1998 : To bib or not to bib...?, film documentaire pour 100 ans de Bibendum emblème de Michelin